# Persea pallescens
Persea pallescens là loài thực vật có hoa trong họ Nguyệt quế. Loài này được (Mez) Lorea-Hern. mô tả khoa học đầu tiên năm 2009.